# Isole Allison
Le isole Allison (in inglese Allison Islands) sono un piccolo gruppo di isole antartiche che delimitano l'entrata nord della baia Sparkes, nell'arcipelago Windmill.
Localizzate ad una latitudine di 66° 21' sud e ad una longitudine di 110°29' est le isole sono state mappate per la prima volta mediante ricognizione aerea durante l'operazione Highjump e l'operazione Windmill, negli anni 1947-1948. Sono state intitolate dalla US-ACAN a William L. Allison, studioso della ionosfera facente parte del team della stazione Wilkes dell'anno 1958.